# Russia, Ohio
Russia là một làng thuộc quận Shelby, tiểu bang Ohio, Hoa Kỳ. Năm 2010, dân số của làng này là 640 người.

## Dân số
- Dân số năm 2000: 551 người.
- Dân số năm 2010: 640 người.